# Le temps des cerises
Le temps des cerises és una cançó de 1866, amb lletra de Jean-Baptiste Clément i música d'Antoine Renard.
Aquesta cançó es troba fortament associada a la Comuna de París, tot i que fou escrita sota Napoleó III fins i tot abans de la guerra de 1870 (dels quals la humiliació de la derrota francesa havia de produir, el 1871, l'ocasió favorable al desencadenament de la Comuna de París). Va ser dedicada pel seu autor a una infermera morta en el moment de la Setmana sanglant.
Les cireres evoquen diferents coses. D'una part, recorden, pel color, la sang i la bandera vermella, lligats entre altres a la comuna, cosa que fa que la cançó continuï encara ara associada a la idea de llibertat, de solidaritat, i de resistència de cara a l'opressió. D'altra banda, les cireres remeten al sucre i a l'estiu i, per tant, a un context alegre i fins i tot festiu. Així la cançó vehicula una certa nostàlgia i una certa idea d'alegria popular.
La versió més cèlebre d'aquesta cançó és interpretada per Charles Trenet. És una cançó emblemàtica de la identitat de l'esquerra francesa. Va ser interpretada el 10 de gener de 1996 per la cantant Barbara Hendricks en el moment de l'homenatge retut al president socialista François Mitterrand a la Plaça de la Bastilla. Le temps des cerises va ser igualment interpretada per Yves Montand, per Geike Arnaert (Hooverphonic) i per Bobbejaan Schoepen el maig de 2008, com també pel grup de rock bordelais Noir Désir, acompanyat de Romà i Estelle Humeau del grup Eiffel, a l'octubre de 2008.
L'any 1978, el cantant rossellonès Joan Pau Giné inclogué una versió en català de la cançó al seu disc Adiu, ça va?